# Andrew King (mànager)
Andrew King (1942) és un mànager musical, que anteriorment formava part de Blackhill Enterprises, on co-gestionava el grup britànic Pink Floyd entre d'altres. Sota la seva guia, Pink Floyd va començar a actuar a l'escena musical underground de Londres, notablement en un lloc reservat per la London Free School a Notting Hill, i el conegut concert de "Games For May" a la Queen Elizabeth Hall de Londres el 12 de maig de 1967, un esdeveniment ideat per Jenner i King. Després de la sortida de Syd Barrett de Pink Floyd el 1968, Jenner i King van finalitzar la seva relació amb la banda britànica i van continuar com a mànagers de Barrett i altres bandes britàniques.
Els artistes i espectacles que ha gestionat des de la dissolució de Blackhill a principis dels 80 inclouen Ian Dury. Ell co-va fundar el radioemissor d'internet TotalRock amb el deejay Tommy Vance promovent rock dur i el heavy metal, i l'anterior productor de Vance a Radio 1, Tony Wilson.
És guanyador de BACS Gold Badge Award de 2006 i membre de la Performing Rights Society.

## Personal
Té un fill i dues filles.